# Gesso

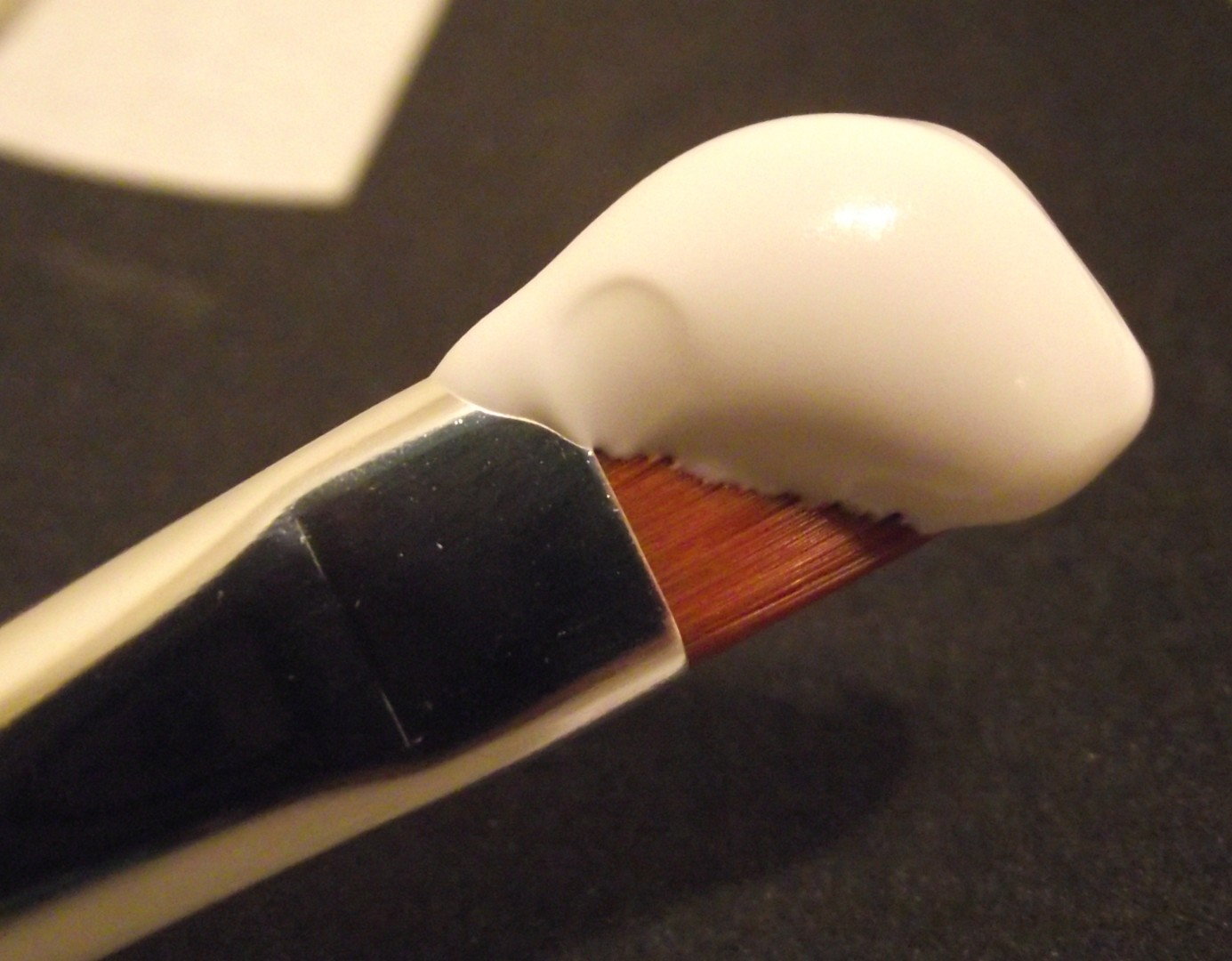
Gesso acrílico

El gesso (pronunciación italiana: [ˈdʒɛsso]; literalmente ‘tiza’, a su vez del latín yeso y del griego γύψος gýpsos) es una sustancia de color blanco que consiste en una mezcla de un aglutinante con tiza, yeso, pigmento, o alguna combinación de los mismos. El gesso se aplica a lienzos u otras superficies antes de pintar sobre ellas, normalmente con óleo o témpera. Generalmente se aplica con una espátula de bellas artes. El gesso también es usado, aunque pocas veces, en  imaginería, ya que en este arte se usa el llamado estuco, y en manualidades, ya que su principal función es hacer de tapaporos.